# Norfolk (Nebraska)
Norfolk is een plaats (city) in de Amerikaanse staat Nebraska, en valt bestuurlijk gezien onder Madison County.

## Demografie
Bij de volkstelling in 2000 werd het aantal inwoners vastgesteld op 23.516. In 2006 is het aantal inwoners door het United States Census Bureau geschat op 23.896, een stijging van 380 (1,6%).

## Geografie
Volgens het United States Census Bureau beslaat de plaats een oppervlakte van 26,1 km², waarvan 25,8 km² land en 0,3 km² water. Norfolk ligt op ongeveer 464 m boven zeeniveau.

## Plaatsen in de nabije omgeving
De onderstaande figuur toont nabijgelegen plaatsen in een straal van 24 km rond Norfolk.